# Gadila ludbrookae
Gadila ludbrookae är en blötdjursart som först beskrevs av Cotton och Godfrey 1940.  Gadila ludbrookae ingår i släktet Gadila och familjen Gadilidae. Inga underarter finns listade i Catalogue of Life.